# Nekrolog 1435
Nekrolog
◄◄
| ◄
| 1431
| 1432
| 1433
| 1434
| 1435 | 1436 | 1437 | 1438 | 1439 | ► | ►►
Weitere Ereignisse | Allgemeiner Nekrolog 1435
Die Beschreibung der verstorbenen Person sollte so kurz wie möglich gehalten sein und nur deren signifikante Tätigkeit(en) enthalten.
Neue Namen ggf. auch unter dem Geburts- und Sterbedatum, also etwa unter 1. Januar und im Geburts- und Sterbejahr (2024) eintragen (nur bei entsprechender großer Wichtigkeit). Für Beispiele siehe die schon vorhandenen Artikel.
Außerdem über die fünf zuletzt Verstorbenen, zu denen es einen ausreichend guten Artikel für eine Präsentation auf der Hauptseite gibt, nach der todesbedingten Überarbeitung der Artikel ggf. auch unter Wikipedia Diskussion:Hauptseite informieren und sie am besten auch in den anderen Wikipedia-Sprachversionen eintragen. Tipp: Regelmäßig bei news.google.de nach „ist tot“, „gestorben“ oder „verstorben“ suchen.
Wenn eine Person gestorben ist, gibt es viele Seiten zu dieser Person in der Wikipedia, die davon auch betroffen sind und entsprechend aktualisiert werden müssen. Beispiele: Namenübersichtsseite, Geburtsjahr, Geburtsort-Seiten und viele mehr.
Wie finde ich die betroffenen Seiten?
Im Suchfeld auf der linken Seite gibt man den Suchbegriff so ein: „Vorname Nachname“. Dann klickt man auf Volltext und alle Seiten mit entsprechendem Suchtext werden aufgerufen. Hier sieht man dann schnell, wo auch das Todesjahr Sinn macht oder sogar ein Teil des Artikels angepasst werden muss. Auch hilft das „Werkzeug“ auf der linken Seite sehr gut, um solche Seiten aufzufinden: „Links auf diese Seite“. Somit ist die Wikipedia wieder aktuell in allen Bereichen! Hinweis: bei Eintragung der Kategorie „Gestorben JAHR“ wird der Missbrauchsfilter 49 ausgelöst, was jedoch nicht schlimm ist. Siehe: Spezial:Missbrauchsfilter/49
Dies ist eine Liste von im Jahr 1435 verstorbenen bekannten Persönlichkeiten. Die Einträge erfolgen innerhalb der einzelnen Daten alphabetisch sortiert. Tiere sind im Nekrolog für Tiere zu finden.

## Januar
| Tag        | Name   | Beruf, bekannt als                    | Alter | Beleg |
| ---------- | ------ | ------------------------------------- | ----- | ----- |
| 31. Januar | Xuande | chinesischer Kaiser der Ming-Dynastie | 35    |       |

## Februar
| Tag        | Name        | Beruf, bekannt als                                  | Alter | Beleg |
| ---------- | ----------- | --------------------------------------------------- | ----- | ----- |
| 2. Februar | Johanna II. | Königin von Neapel und Titularkönigin von Jerusalem | 61    |       |

## März
| Tag      | Name                     | Beruf, bekannt als | Alter | Beleg |
| -------- | ------------------------ | --- | ----- | ----- |
| 20. März | Niccolò da Tolentino     | Condottiere |       |       |
| 22. März | Nikolaus Magni von Jauer | deutscher Katholischer Theologe, Notar und Ratgeber am kurfürstlichen Hof in Heidelberg, Prediger an der Prager St.-Gallus-Kirche und der Heidelberger Heiliggeistkirche |       |       |

## April
| Tag       | Name                      | Beruf, bekannt als                          | Alter | Beleg |
| --------- | ------------------------- | ------------------------------------------- | ----- | ----- |
| 13. April | Kasimir V.                | Herzog von Pommern                          |       |       |
| April     | Amplonius Rating de Berka | deutscher Gelehrter, Arzt und Büchersammler |       |       |

## Juli
| Tag      | Name                               | Beruf, bekannt als                  | Alter | Beleg |
| -------- | ---------------------------------- | ----------------------------------- | ----- | ----- |
| 6. Juli  | Alexander Stewart, 12. Earl of Mar | schottischer Adeliger               |       |       |
| 22. Juli | Heinrich von Sachsen               | Fürst aus der Dynastie der Wettiner | 13    |       |

## August
| Tag        | Name                  | Beruf, bekannt als                                     | Alter | Beleg |
| ---------- | --------------------- | ------------------------------------------------------ | ----- | ----- |
| 29. August | Paulus de Santa Maria | jüdischer Apostat und Bischof von Cartagena und Burgos |       |       |

## September
| Tag           | Name                                  | Beruf, bekannt als                     | Alter | Beleg |
| ------------- | ------------------------------------- | -------------------------------------- | ----- | ----- |
| 1. September  | Otto II. von Brakel                   | Vasall und Ritter des Deutschen Ordens |       |       |
| 13. September | Wilhelm III.                          | Herzog von Bayern-München (1397–1435)  |       |       |
| 14. September | John of Lancaster, 1. Duke of Bedford | Bruder Heinrichs V.                    | 46    |       |
| 30. September | Isabeau                               | Königin von Frankreich                 |       |       |

## Oktober
| Tag         | Name                       | Beruf, bekannt als                                                                   | Alter | Beleg |
| ----------- | -------------------------- | ------------------------------------------------------------------------------------ | ----- | ----- |
| 9. Oktober  | Paweł Włodkowic            | polnischer politischer Denker, Jurist und Diplomat                                   |       |       |
| 12. Oktober | Agnes Bernauer             | Geliebte und möglicherweise erste Ehefrau des bayerischen Thronfolgers Albrecht III. |       |       |
| 13. Oktober | Hermann II.                | Graf von Kroatien, Slowenien und Dalmatien                                           |       |       |
| 28. Oktober | Wilhelm von Bayern-München | Sohn Herzog Wilhelms III.                                                            |       |       |

## Dezember
| Tag          | Name                          | Beruf, bekannt als                                                                            | Alter | Beleg |
| ------------ | ----------------------------- | --------------------------------------------------------------------------------------------- | ----- | ----- |
| 16. Dezember | Eleonore Urraca von Kastilien | Ehefrau von Ferdinand I., dem Gerechten und Titularkönigin von Aragón, Sizilien und Sardinien |       |       |
| 23. Dezember | Anton Galeazzo Bentivoglio    | italienischer Adeliger, Condottiere und für kurze Zeit Herr von Bologna                       |       |       |

## Datum unbekannt
| Tag | Name                        | Beruf, bekannt als                                                                     | Alter | Beleg |
| --- | --------------------------- | -------------------------------------------------------------------------------------- | ----- | ----- |
|     | Antonio I. Acciaiuoli       | Herzog von Athen                                                                       |       |       |
|     | Bernhard Arcuficis          | Dominikaner, Titularbischof von Callipollis und Weihbischof in Breslau                 |       |       |
|     | Abd al-Qadir Maraghi        | persischer Musiker und Musiktheoretiker                                                |       |       |
|     | Chamchen Chöje Shakya Yeshe | Geistlicher der Gelug-Schule; Gründer des Klosters Sera                                |       |       |
|     | Drung Kashiwa Rinchen Pel   | tibetischer Geistlicher der Jonang-Schule, Gründer des Klosters Chöje Gön in Dzamthang |       |       |
|     | Erich V.                    | Herzog von Sachsen-Lauenburg                                                           |       |       |
|     | Francesco di Valdambrino    | italienischer Bildhauer und Goldschmied                                                |       |       |
|     | Ocko II. tom Brok           | Ostfriesenhäuptling                                                                    |       |       |